# Eobia curticornis
Eobia curticornis là một loài bọ cánh cứng trong họ Oedemeridae. Loài này được Pic miêu tả khoa học năm 1911.